# Dobrá Voda (okres Pelhřimov)
Obec Dobrá Voda (německy Gutwasser; katastrální území a železniční stanice se jmenují Dobrá Voda u Pelhřimova) se nachází v okrese Pelhřimov v Kraji Vysočina. Žije zde 201 obyvatel.

## Historie
První písemná zmínka o obci pochází z roku 1414. Od 1. ledna 1980 do 23. listopadu 1990 byla obec spolu se svými částmi Letny a Rohovka součástí města Pelhřimov.

## Pamětihodnosti
- Kaplička se zvoničkou na návsi
- Boží muka
- Pomník padlým 5. 5. 1945 u silnice

## Části obce
- Dobrá Voda
- Letny
- Rohovka

## Galerie

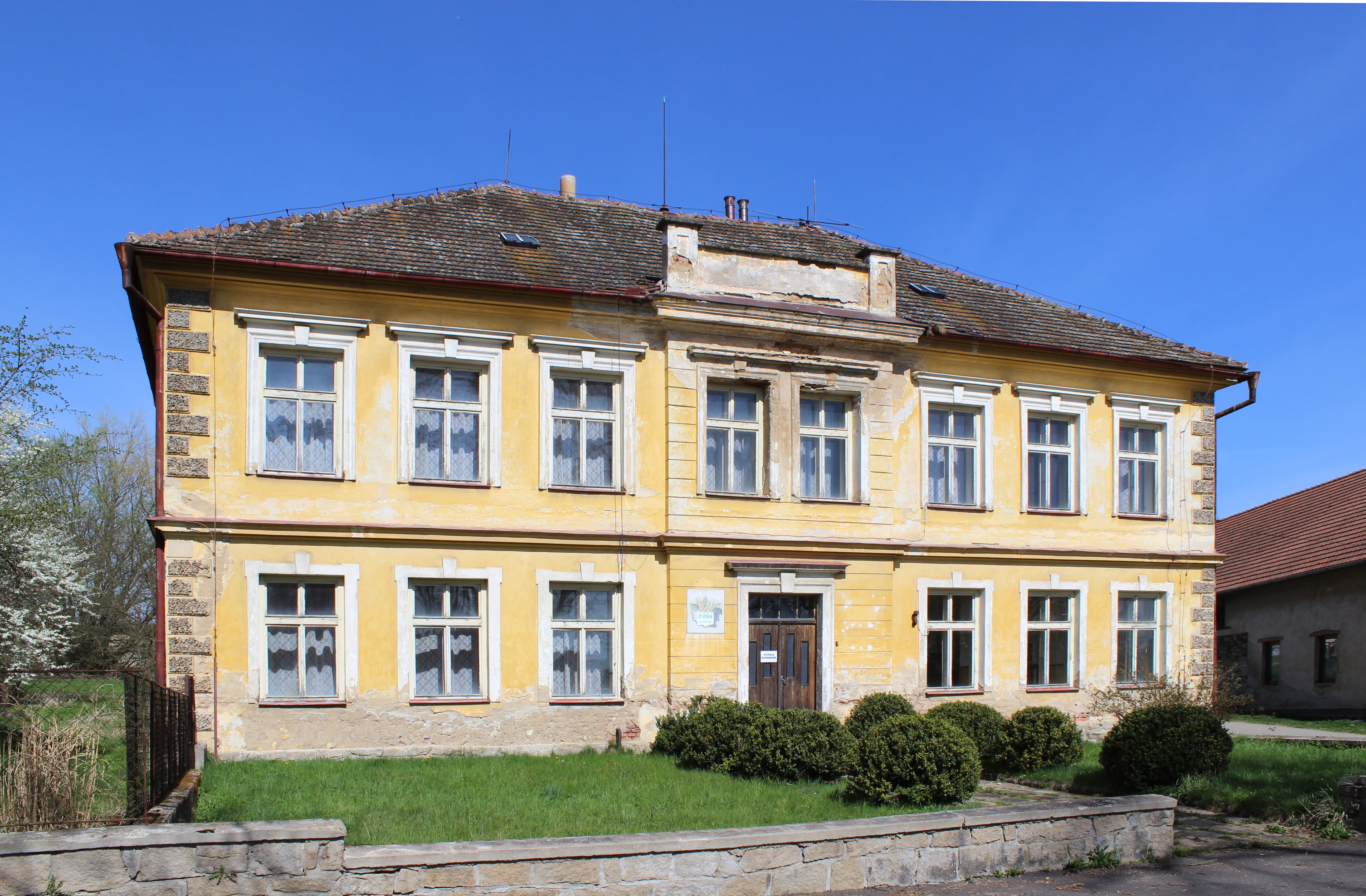
Dům čp. 2
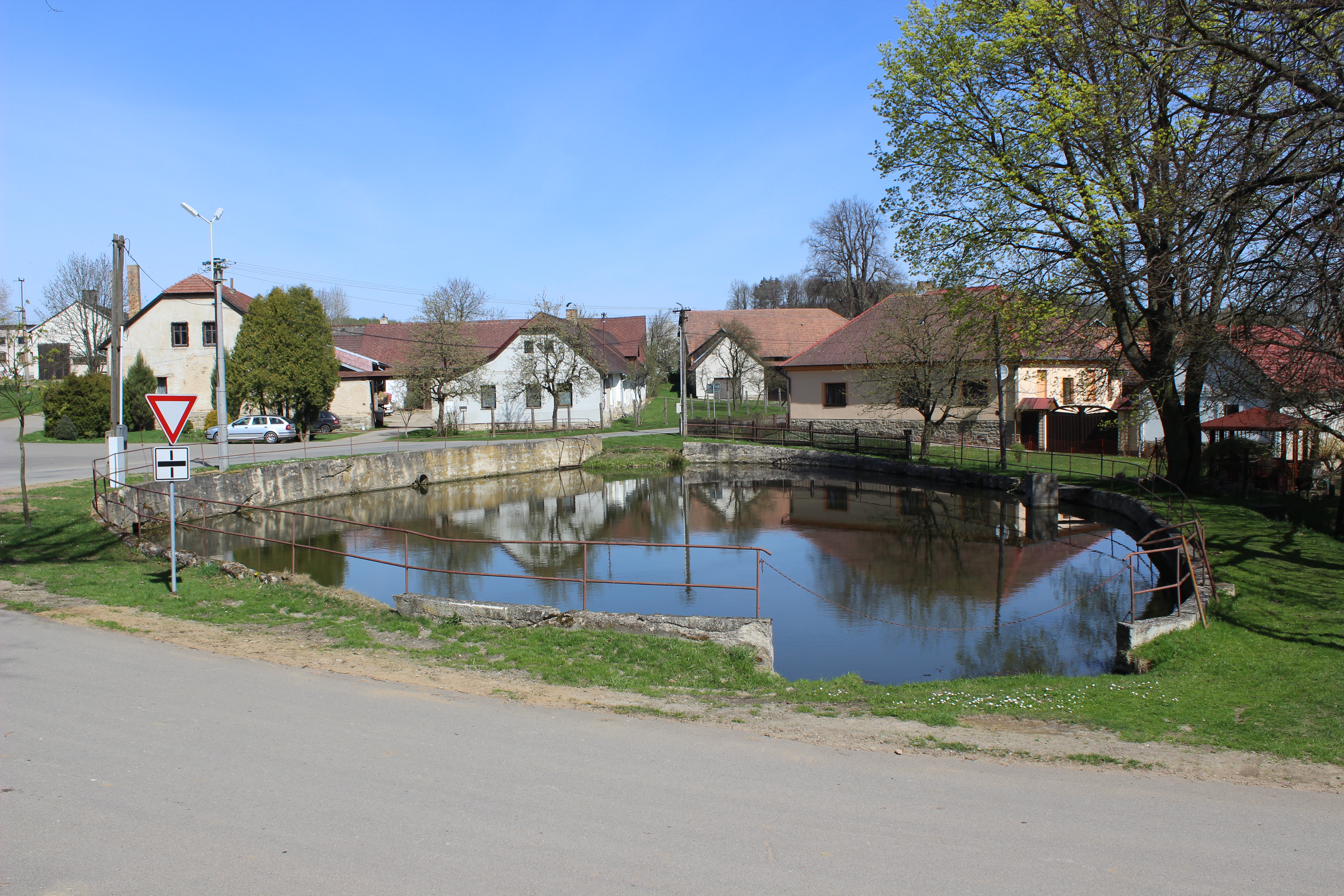
Nádrž u návsi
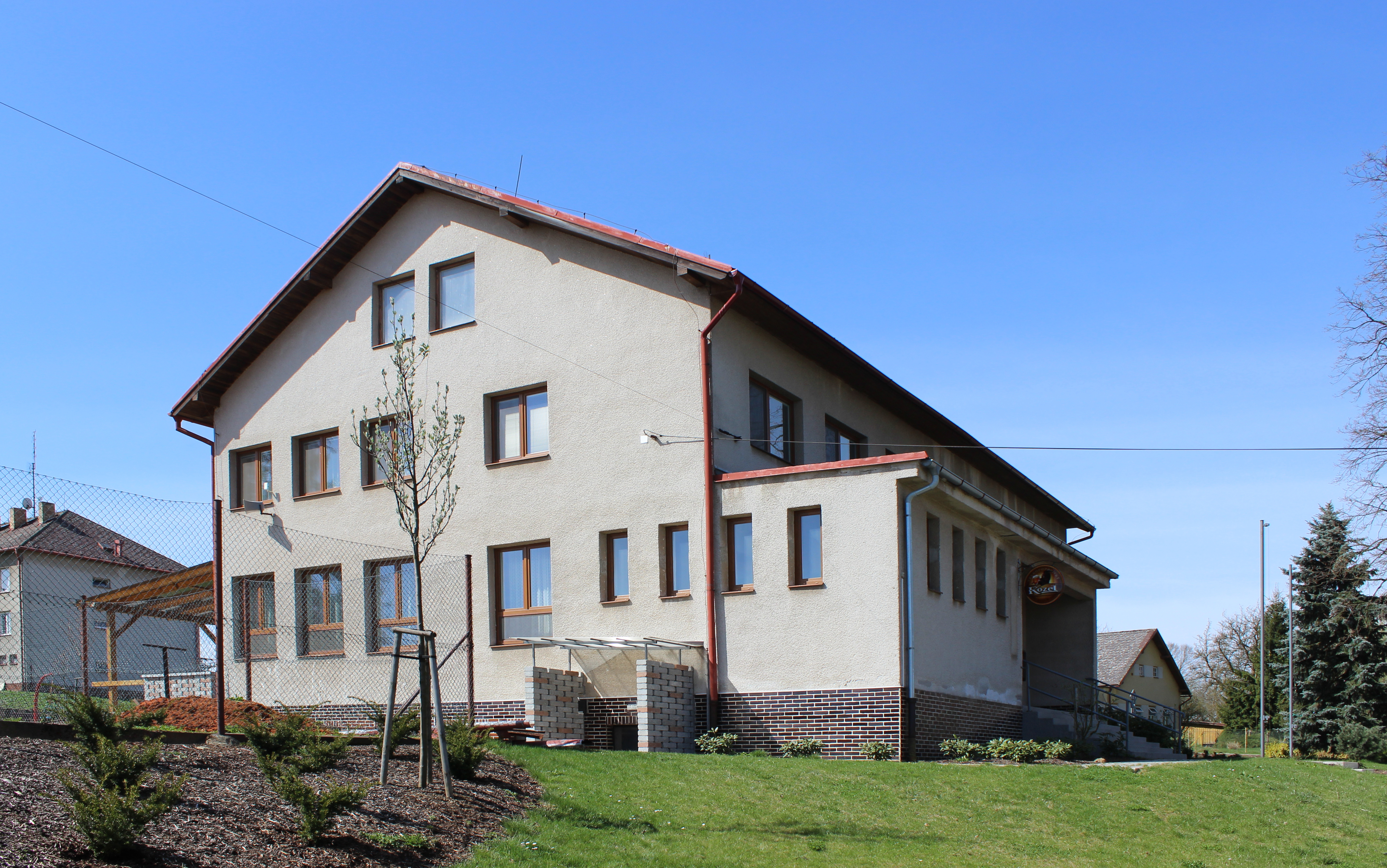
Budova obecního úřadu
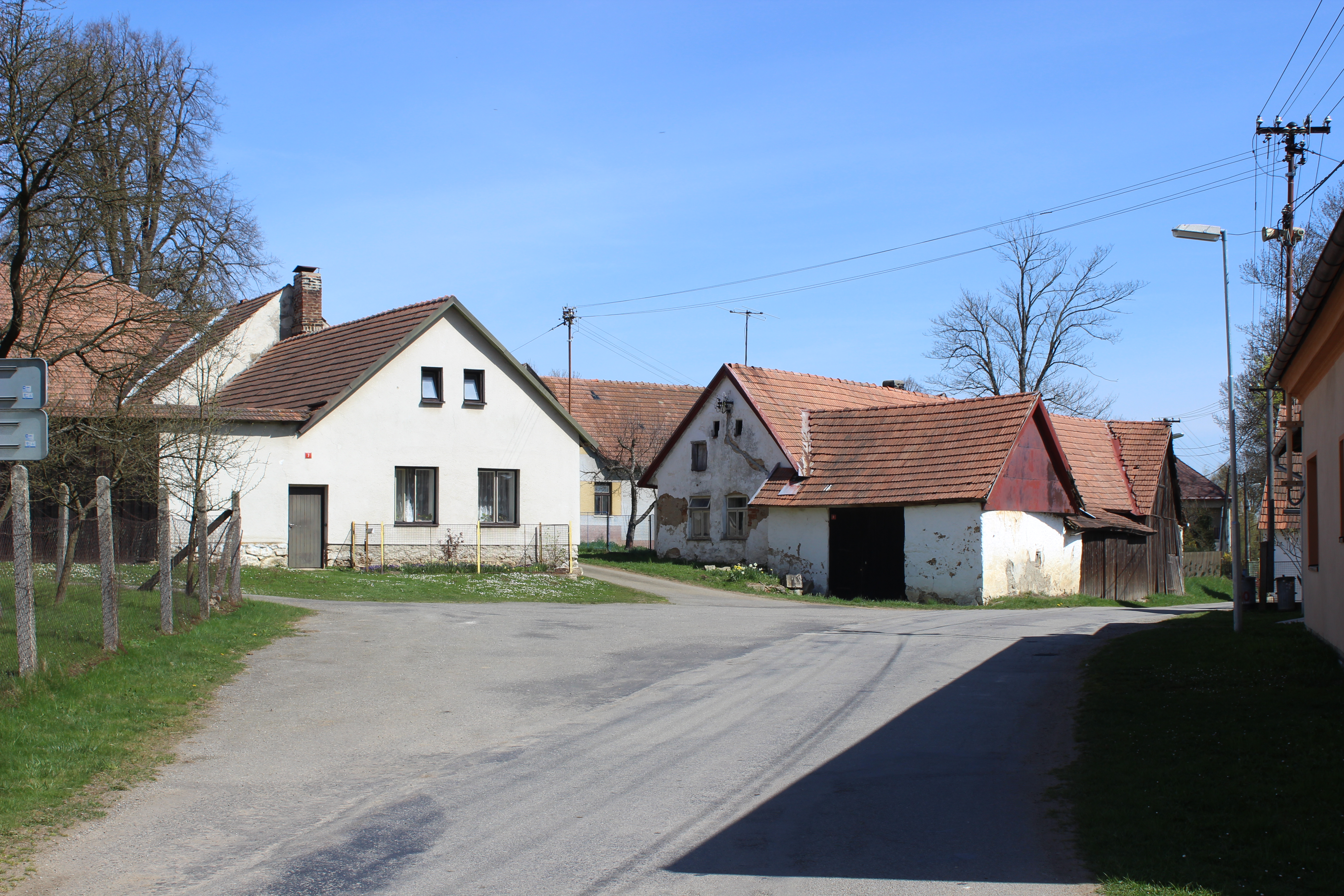
Místní zástavba
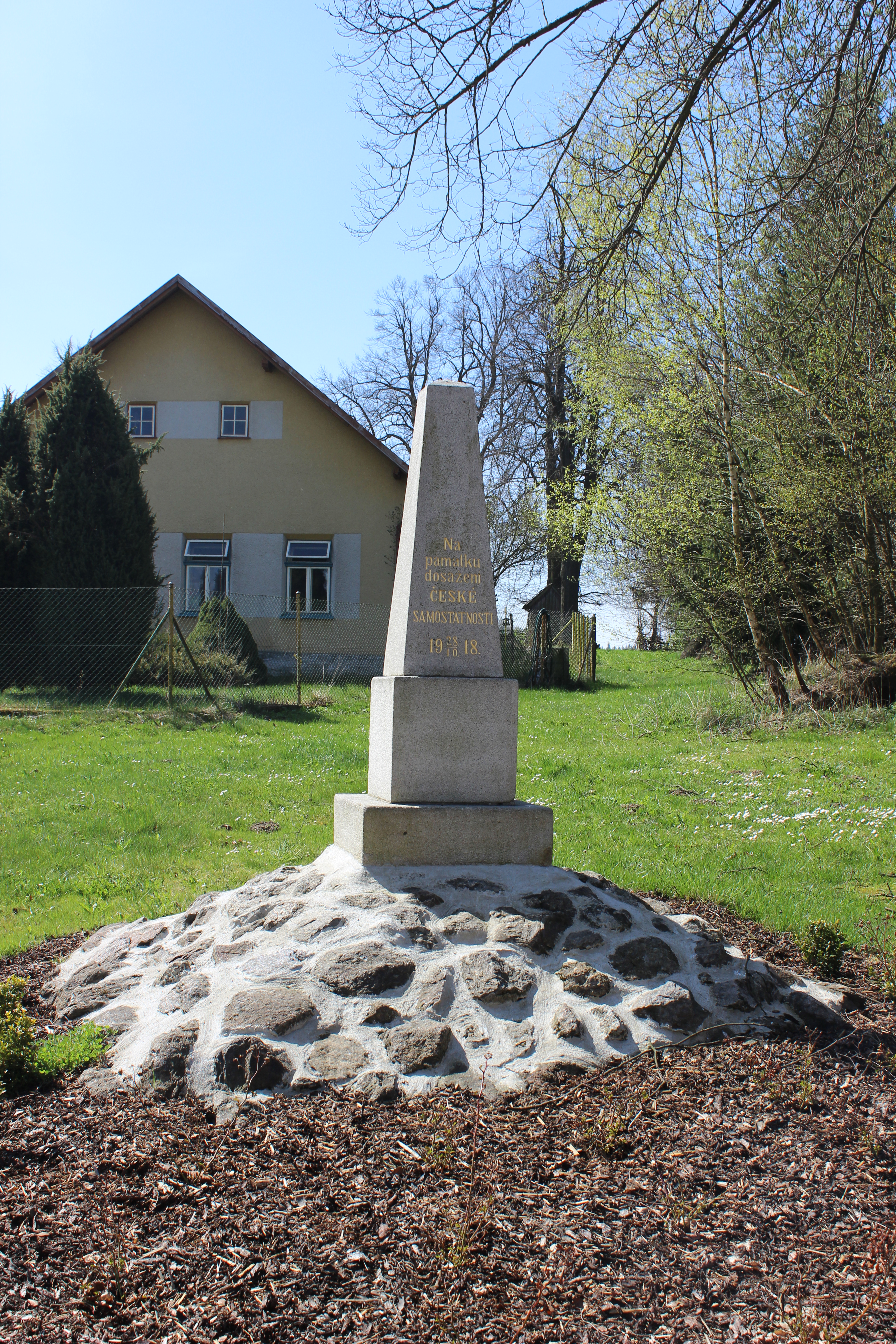
Pomník vzniku Československé republiky (28. října 1918)